# Coratella
Coratella è il termine con il quale si indicano parti delle interiora degli animali di piccola taglia come agnello, coniglio o pollame. È il vezzeggiativo di corata, che ha il medesimo significato e si usa come termine generico e, spesso, per le interiora degli animali di grossa taglia.

## Caratteristiche
Anticamente corata e coratella definivano il solo complesso di cuore, fegato e polmoni. Attualmente, oltre a queste parti, si includono anche reni, milza, trachea e animelle.

## Utilizzo
Tali tagli vengono utilizzati in tutte le cucine regionali dell'Italia centrale per confezionare vari piatti tradizionali, come il fritto di coratella, la coratella in umido, la coratella con i carciofi della tradizione culinaria romana.